# Refuge de Varan
Das Refuge de Varan befindet sich auf 1620 m Höhe. Es bietet im Sommer Unterkunft für 30 Personen sowie traditionelle savoyische Gerichte.
Es bietet direkten Zugang zu mehreren Startgebieten für Gleitschirmflieger und mehreren Wanderwegen.
Die Schutzhütte befindet sich auf der Tour des Fiz, einer mehrtägigen Wanderung über mehrere Schutzhütten der Chaîne des Fiz.

## Zugänge
Es ist auf verschiedene Weise zugänglich:
- über eine befahrbare Straße
- zu Fuß von der Assy-Hochebene
- über den Klettersteig von Curalla.